# Аль-Адиль Китбуга
Это статья о мамлюкском султане. О монгольском полководце см.: Китбука

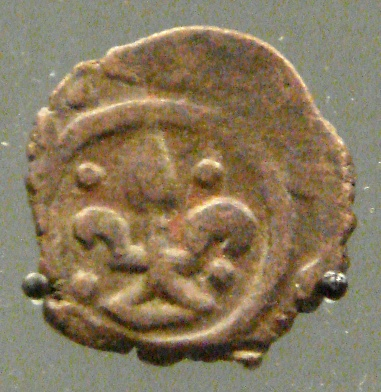
Медный фальс Китбуги

аль-Малик аль-Адиль Зайн ад-Дин Китбуга аль-Мансури (ум. 1303) — мамлюкский султан Египта (1294—1296) монгольского происхождения.

## Биография
Являлся монголом ойратского происхождения. В юности был захвачен в плен после поражения монгольской армии при Хомсе (1260). Приобретён эмиром аль-Мансуром Калауном и стал сначала одним из его личных мамлюков — Мансури, а после длительной службы — приближённым эмиром ставшего султаном Калауна и затем его сына аль-Ашрафа Халиля
После того, как аль-Ашраф Халиль был убит (14 декабря 1293 года), его место попытался занять один из заговорщиков, эмир Байдара, но и он пал через несколько дней от рук верных аль-Ашрафу Халилю мамлюков во главе с Китбугой. На трон был возведён восьмилетний брат Халиля Мухаммед с титулом ан-Насир, а Китбуга стал вице-султаном (наиб ас-салтана), одним из двух влиятельнейших людей в государстве, наряду с визирем Алам ад-Дином Санджаром Шуджаи. В борьбе за власть с последним Китбуга одержал победу и, сместив в конце 1294 года ан-Насира Мухаммеда, провозгласил себя султаном с титулом аль-Малик аль-Адиль.
Китбуга мог рассчитывать на верность эмиров и мамлюков монгольского происхождения. Заговор Санджара аш-Шуджаи против Китбуги был раскрыт монгольским мамлюком Санджара — Кунуком ат-Татари. Отец Сайф ад-Дин Кибчака, наиба Дамаска и одного из важнейших членов правительства султана, был силахдаром («заведующим оружием») ильханов — Хулагуидов. В 695 г. х./ 1295—1296 году н. э. одна из групп переселенцев (так называемых вафидия), около 10 тысяч ойратов, кочевавших на землях государства Хулагуидов в Диярбакыре, прибыла в Египет. Они были хорошо приняты султаном, получили икта и в нарушение обычаев были возведены в ранг эмиров сорока ещё до обращения в ислам.
Правящие круги выражали недовольство тем, что султан покровительствовал своим соплеменникам и дал им равные с мамлюками права. Это стало одной из причин свержения Китбуги вице-султаном Хусам ад-Дином Ладжином. Ладжин, прусс или грек по происхождению, опирался на черкесских мамлюков Бурджи, а султан — на эмиров и мамлюков из Захири (личные мамлюки аз-Захира Бейбарса), а также воинов халка, курдские вспомогательные войска и всадников вафидия. Китбуга был выслан в Дамаск, но затем ему было позволено управлять Хамой. В 1299 году, во время похода против ильхана Газана, ойраты восстали, намереваясь убить султана и вернуть трон Китбуге, но их мятеж потерпел крах.
Китбуга отличался благочестием. Кроме хаджа, он совершил паломничества к гробнице пророка Худа и месту хранения отпечатка ноги Мухаммеда (Купол Скалы). Он был также покровителем по меньшей мере двух суфийских братств.